# Palayam
Palayam é uma panchayat (vila) no distrito de Dindigul, no estado indiano de Tamil Nadu.

## Demografia
Segundo o censo de 2001,  Palayam  tinha uma população de 14,096 habitantes. Os indivíduos do sexo masculino constituem 51% da população e os do sexo feminino 49%. Palayam tem uma taxa de literacia de 45%, inferior à média nacional de 59.5%: a literacia no sexo masculino é de 55% e no sexo feminino é de 35%. Em Palayam, 12% da população está abaixo dos 6 anos de idade.